# Escuela Militar de Sanidad
La Escuela Militar de Sanidad (EMISAN) es un centro docente integrado en la Academia Central de la Defensa, que imparte la enseñanza de formación y perfeccionamiento de los oficiales del Cuerpo Militar de Sanidad de las Fuerzas Armadas Españolas: médicos, farmacéuticos, veterinarios, odontólogos, psicólogos y enfermeros. Depende directamente del General Director de la Academia Central de la Defensa.   

## Historia
La escuela se crea en 1877, el día 29 de mayo mediante Real Orden. Aunque ha recibido distintas denominaciones, su cometido siempre ha sido el mismo: formar a los sanitarios que pertenecen a las Fuerzas Armadas de España. No será hasta 1992, que no pasa a denominarse "Escuela Militar de Sanidad". 

## Función
La Escuela Militar de Sanidad está dirigida por un coronel director que coordina un equipo de docentes altamente cualificados cuya labor ha merecido el reconocimiento tanto de las autoridades académicas españolas como de diversas instancias científicas internacionales. Los alumnos que superan los cursos de formación que se imparten en ella pasan a formar parte del Cuerpo de Sanidad Militar.